# Eduard Sträter
Eduard Robert Sträter (* 8. Juni 1884 in Düsseldorf; † 20. Februar 1958 ebenda) war ein deutscher Verwaltungsjurist.

## Werdegang

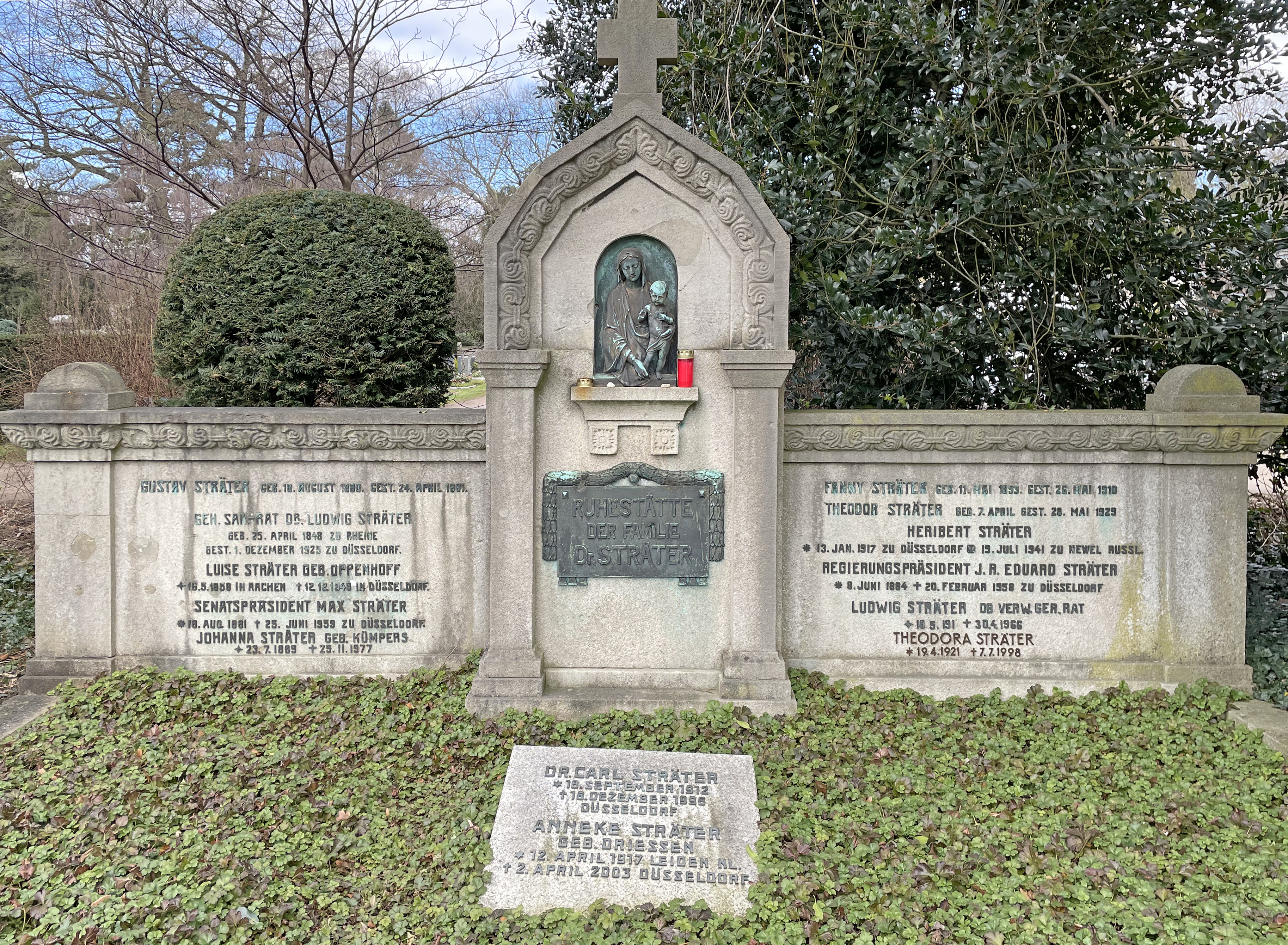
Grabstätte Familie Dr. Sträter, Nordfriedhof Düsseldorf (2023)

Sträter kam als Sohn des Geheimen Sanitätsrates Ludwig Sträter (1848–1925) und seiner Gattin Luise, geborene Oppenhoff (1858–1948), zur Welt. Zum familiären Umfeld gehörten seine beiden Vettern zweiten Grades Hermann Sträter und Hermann Joseph Sträter sowie sein Großonkel August Sträter. In seinem katholischen Elternhaus wurden Eduard Sträter klassische humanistische Werte vermittelt. Er besuchte das Königliche Gymnasium und studierte nach der Reifeprüfung Rechts- und Staatswissenschaften.
Im Ersten Weltkrieg meldete er sich ungedient als Kriegsfreiwilliger beim Niederrheinischen Füsilier-Regiment Nr. 39 in Düsseldorf, wurde als Infanterist mehrfach verwundet und war zuletzt Leutnant d. R. Er wurde mit dem Eisernen Kreuz I. Klasse ausgezeichnet. 1919 trat er in die Preußische allgemeine Staatsverwaltung ein. Seine Laufbahn führte ihn in die Regierungspräsidien von Trier, Aachen, Köln und Düsseldorf. Am Ende des Zweiten Weltkriegs wurde er am 20. April 1945, drei Tage nach der Befreiung Düsseldorfs, von der britischen Militärregierung zum Regierungspräsidenten in Düsseldorf eingesetzt und war dem Oberpräsidenten Robert Lehr unterstellt, wobei es in dieser Konstellation zu Auseinandersetzungen mit Oberregierungsrat Philipp Auerbach kam. Im Frühjahr 1946 wurde Sträter aus seinem Amt entlassen; sein Nachfolger wurde am 16. April 1946 Kurt Necker. Danach war Sträter Vorsitzender des Bergischen Schulfonds.
Er war Mitglied im Aufsichtsrat des Klöckner-Konzerns und mehrfach Präsident des Düsseldorfer Rotary-Clubs.
1952 wurde er mit dem Großen Bundesverdienstkreuz ausgezeichnet.